# Division territoriale de l'Estonie
L'organisation territoriale administrative de l'Estonie repose sur l'article 2 de la Constitution estonienne de 1992 et sur son chapitre XIV intitulé Kohalik Omavalitsus (littéralement en estonien « gouvernement local »),

## Origine constitutionnelle
L'article 2 alinéa 2 dispose :
« Eesti on riiklikult korralduselt ühtne riik, mille territooriumi haldusjaotuse sätestab seadus. »
— Eesti Vabariigi põhiseadus

« L'Estonie, politiquement, est un État unitaire dans lequel la division du territoire en unités administratives est fixée par la loi. »
— Constitution de l'Estonie
Concernant les collectivités locales, l'article 155 de la Constitution dispose :
« Kohaliku omavalitsuse üksused on vallad ja linnad. Muid kohaliku omavalitsuse üksusi võib moodustada seaduses sätestatud alustel ja korras. »
— Eesti Vabariigi põhiseadus

« Les collectivités locales sont les communes et les villes. D'autres collectivités locales peuvent être créées conformément aux fondements et procédures fixés par la loi. »
— Constitution de l'Estonie

## Groupes de comtés
Le groupe de comtés est une subdivision européenne de l’Estonie. Elle répond aux besoins d'Eurostat, l'institut statistique européen, qui a défini une nomenclature d'unités territoriales statistiques. Ces groupes correspondent au premier niveau statistique européen en Estonie (NUTS 1).

## Comtés
Les comtés (en estonien maakond au singulier, maakonnad au pluriel) sont les 15 régions symboliques de l'Estonie.
Des subdivisions politiques et administratives commencent à émerger en Estonie durant les premiers siècles de notre ère. Deux subdivisions majeures apparaissent: la paroisse (kihelkond) et le comté (maakond). Les paroisses sont composées de plusieurs villages et sont presque toujours dotées d'une forteresse. La défense de la paroisse est dirigée par un ancien de la paroisse. Les comtés sont composés de plusieurs paroisses et sont également dirigés par un ancien. Au XIIIe siècle, les comtés suivants se sont déjà développés en Estonie : Saaremaa, Läänemaa, Harjumaa, Rävala), Virumaa, Järvamaa, Sakala et Ugandi. Plusieurs territoires plus petits se sont également constitués en Estonie centrale, où le danger est moins grand: Vaiga, Mõhu, Nurmekund et Alempois. Le nombre exact et les frontières de quelques subdivisions font encore débat. Le premier document mentionnant les subdivisions administratives et politiques de l'Estonie remonte au XIIIe siècle : les Chroniques d'Henri de Livonie écrites durant les Croisades baltes. L'autonomie des comtés et paroisses estoniens disparaît avec la division du pays entre le Danemark, l'Ordre Teutonique, l'Évêché de Tartu et l'Évêché d'Ösel-Wiek.
Dans les années 1580, après la guerre de Livonie et la conquête du nord de l'Estonie par la Suède, les comtés de Harju, Lääne et Viru sont créés officiellement. Le sud de l'Estonie, qui appartient à la Pologne entre 1582 et 1625, est divisé entre les voïvodies de Pärnu et de Tartu, et l'île de Saaremaa reste danoise jusqu'en 1645. Les deux voïvodies et les îles deviennent des comtés lorsqu'ils passent sous domination suédoise.
Le système administratif reste largement inchangé après la conquête russe de l'Estonie qui résulte de la Grande guerre du Nord (1700-1721). En 1793, les comtés de Võru et de Paldiski sont créés. En 1796, le comté de Paldiski est à nouveau réuni au comté de Harjumaa. Jusqu'en 1888, les comtés de Võrumaa et de Viljandimaa ne sont pas complètement indépendants de ceux de Tartumaa et, respectivement, de Pärnumaa.
Après l'indépendance de l'Estonie, en 1918, plusieurs modifications des frontières des comtés sont effectuées, notamment par la création du comté de Valga, puis, en 1920 de la prise du comté de Petseri à la Russie (Traité de Tartu, 1920).
Durant la période soviétique, le comté de Petseri est à nouveau cédé à la Russie en 1945. Le comté de Hiiumaa est créé en 1946 (scission du comté de Läanemaa) et ceux de Jõgevamaa et de Jõhvimaa en 1949 (scissions des comtés de Tartumaa et de Virumaa). Les comtés sont ensuite complètement supprimés en 1950 lorsque l'Estonie est divisée en régions (rajoonid) et, jusqu'en 1953, en oblasts. Dans les années 1960, les frontières des régions changent souvent jusqu'à ce qu'il n'en reste plus que quinze, correspondant plus ou moins aux comtés d'avant 1950.
Les comtés sont réétablis le 1er janvier 1990 — lors de la seconde indépendance estonienne — dans les frontières des régions de l'époque soviétique. En raison des nombreuses différences entre les territoires des comtés actuels et historiques (avant 1940), les frontières historiques sont encore utilisées en ethnologie, représentant mieux les différences culturelles et linguistiques.
De 1990 à 2018, les comtés ont une existence politique et juridique et sont dirigés par des gouverneurs. Les gouverneurs sont alors nommés par le gouvernement pour une période de cinq ans, sur proposition du premier ministre et après avoir consulté les représentants des collectivités locales. Le ministère de l'intérieur était alors chargé de réunir les maires et un représentant de toutes les communes pour approuver le candidat du premier ministre. Si au moins la moitié des délégués approuvent le choix du candidat, il est nommé gouverneur. Les délégués régionaux peuvent refuser deux candidats. Le gouvernement peut ensuite nommer le candidat de son choix. Contrairement à de nombreux autres pays européens, il n'existe pas de niveau régional élu.
Les gouverneurs ne pouvaient pas cumuler leurs fonctions avec un mandat d'élu, une autre charge publique ou toute autre activité rémunérée. L'éducation et la recherche sont les seuls domaines où ils peuvent être actifs.
Les comtés avaient alors des compétences administratives en matière de gestion de l'environnement, de développement économique, d'aménagement du territoire, de contrôle des dispositions prises par les collectivités locales et de coordination dans les situations d'urgence.
Après la réforme des comtés de 2018, ils ont retrouvés un statut uniquement symbolique, les gouvernements des comtés ayant été dissous et leurs compétences réparties entre les communes et les différents ministères centraux.

Comtés d'Estonie.

| N° | Nom           | Taille (km2) | Population (2020) | Drapeau | Blason | Carte |
| -- | ------------- | ------------ | ----------------- | ------- | ------ | ----- |
| 1  | Harjumaa      | 4 327        | 605 029           |         |        |       |
| 2  | Hiiumaa       | 1 032        | 9 315             |         |        |       |
| 3  | Ida-Virumaa   | 2 972        | 134 259           |         |        |       |
| 4  | Jõgevamaa     | 2 545        | 28 442            |         |        |       |
| 5  | Järvamaa      | 2 674        | 30 174            |         |        |       |
| 6  | Läänemaa      | 1 816        | 20 444            |         |        |       |
| 7  | Lääne-Virumaa | 3 696        | 58 862            |         |        |       |
| 8  | Põlvamaa      | 1 823        | 24 647            |         |        |       |
| 9  | Pärnumaa      | 5 419        | 86 185            |         |        |       |
| 10 | Raplamaa      | 2 765        | 33 282            |         |        |       |
| 11 | Saaremaa      | 2 938        | 33 083            |         |        |       |
| 12 | Tartumaa      | 3 349        | 153 317           |         |        |       |
| 13 | Valgamaa      | 1 917        | 28 204            |         |        |       |
| 14 | Viljandimaa   | 3 420        | 46 161            |         |        |       |
| 15 | Võrumaa       | 2 773        | 35 415            |         |        |       |

## Communes

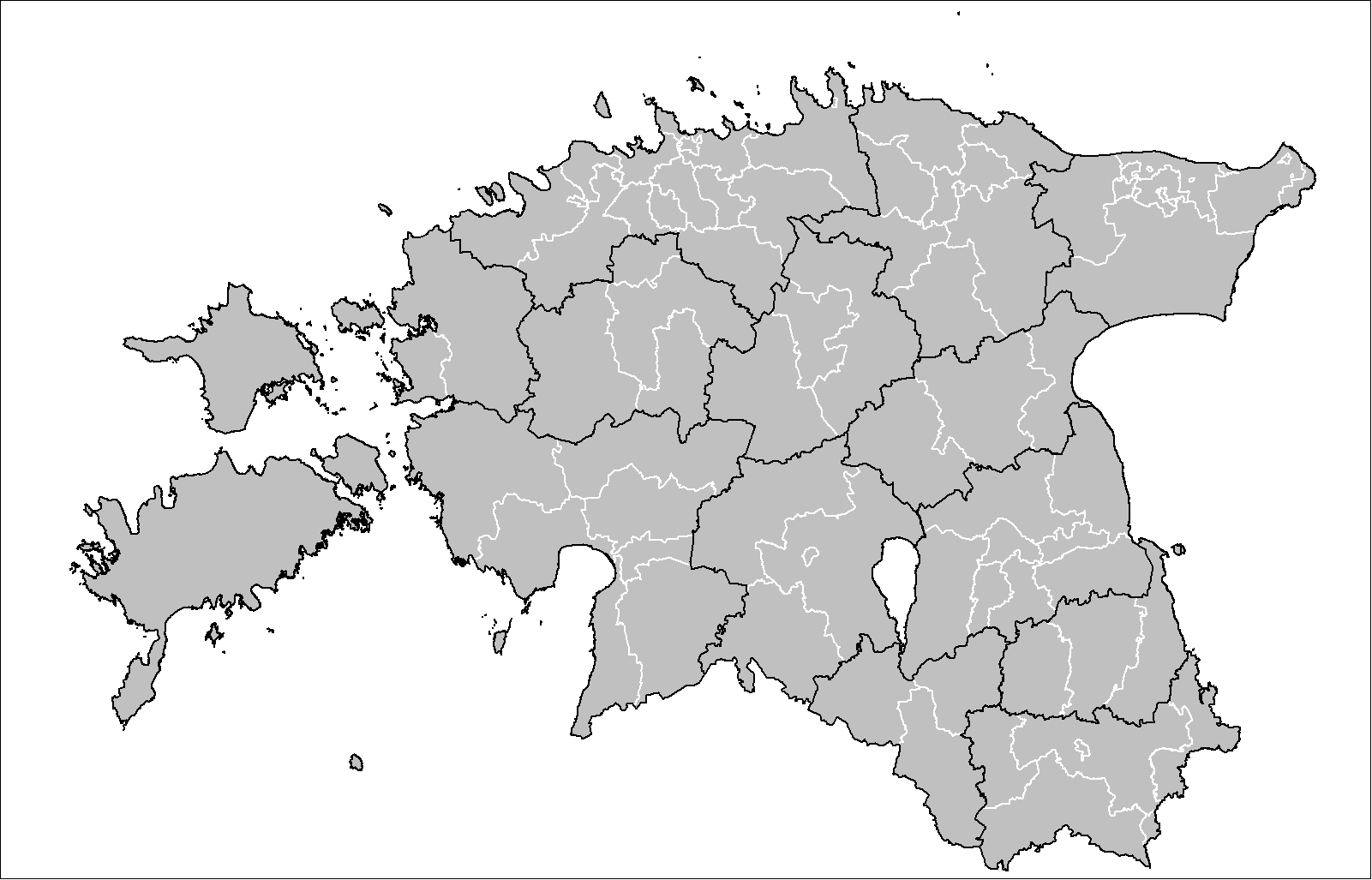
Communes d’Estonie.

Les communes (en estonien omavalitsus, littéralement « gouvernement-propre ») sont les plus petites divisions politiques et administratives de l'Estonie.
Il existe deux types de communes :
- la commune rurale (en estonien vald), essentiellement à la campagne. Elle est divisée en localités ;
- la commune urbaine (ou ville, en estonien linn), essentiellement dans les villes d'importance. Elle est divisée en quartiers, arrondissements ou localités.

Depuis 2017, l’Estonie compte 79 communes : 15 urbaines et 64 rurales.

### Liste des communes
| N° | Nom            | Taille (km2) | Population | Type   | Comté         | Drapeau | Blason | Carte |
| -- | -------------- | ------------ | ---------- | ------ | ------------- | ------- | ------ | ----- |
| 1  | Anija          | 520,94       | 6263       | Rural  | Harjumaa      |         |        |       |
| 2  | Harku          | 159,77       | 16379      | Rural  | Harjumaa      |         |        |       |
| 3  | Jõelähtme      | 210,86       | 6969       | Rural  | Harjumaa      |         |        |       |
| 4  | Keila          | 11,25        | 10499      | Urbain | Harjumaa      |         |        |       |
| 5  | Kiili          | 100,4        | 6165       | Rural  | Harjumaa      |         |        |       |
| 6  | Kose           | 532,85       | 7451       | Rural  | Harjumaa      |         |        |       |
| 7  | Kuusalu        | 707,97       | 6242       | Rural  | Harjumaa      |         |        |       |
| 8  | Loksa          | 3,81         | 2615       | Urbain | Harjumaa      |         |        |       |
| 9  | Lääne-Harju    | 645,71       | 12997      | Rural  | Harjumaa      |         |        |       |
| 10 | Maardu         | 22,76        | 16171      | Urbain | Harjumaa      |         |        |       |
| 11 | Raasiku        | 158,86       | 5114       | Rural  | Harjumaa      |         |        |       |
| 12 | Rae            | 206,7        | 22901      | Rural  | Harjumaa      |         |        |       |
| 13 | Saku           | 171,13       | 11002      | Rural  | Harjumaa      |         |        |       |
| 14 | Saue           | 628          | 24110      | Rural  | Harjumaa      |         |        |       |
| 15 | Tallinn        | 159,2        | 438341     | Urbain | Harjumaa      |         |        |       |
| 16 | Viimsi         | 72,84        | 21872      | Rural  | Harjumaa      |         |        |       |
| 17 | Hiiumaa        | 1,023        | 9497       | Rural  | Hiiumaa       |         |        |       |
| 18 | Alutaguse      | 1,439,61     | 4167       | Rural  | Ida-Virumaa   |         |        |       |
| 19 | Jõhvi          | 124          | 11947      | Rural  | Ida-Virumaa   |         |        |       |
| 20 | Kohtla-Järve   | 68,77        | 33498      | Urbain | Ida-Virumaa   |         |        |       |
| 21 | Lüganuse       | 599          | 8223       | Rural  | Ida-Virumaa   |         |        |       |
| 22 | Narva          | 84,54        | 53953      | Urbain | Ida-Virumaa   |         |        |       |
| 23 | Narva-Jõesuu   | 405          | 4175       | Urbain | Ida-Virumaa   |         |        |       |
| 24 | Sillamäe       | 10,54        | 12438      | Urbain | Ida-Virumaa   |         |        |       |
| 25 | Toila          | 266          | 4335       | Rural  | Ida-Virumaa   |         |        |       |
| 26 | Jõgeva         | 458          | 13185      | Rural  | Jõgevamaa     |         |        |       |
| 27 | Mustvee        | 615          | 4982       | Rural  | Jõgevamaa     |         |        |       |
| 28 | Põltsamaa      | 889,56       | 9690       | Rural  | Jõgevamaa     |         |        |       |
| 29 | Järva          | 1,223        | 8632       | Rural  | Järvamaa      |         |        |       |
| 30 | Paide          | 443          | 10438      | Urbain | Järvamaa      |         |        |       |
| 31 | Türi           | 1,008        | 10623      | Rural  | Järvamaa      |         |        |       |
| 32 | Haapsalu       | 272          | 13132      | Urbain | Läänemaa      |         |        |       |
| 33 | Lääne-Nigula   | 1,449        | 6794       | Rural  | Läänemaa      |         |        |       |
| 34 | Vormsi         | 92,93        | 301        | Rural  | Läänemaa      |         |        |       |
| 35 | Haljala        | 183,02       | 4089       | Rural  | Lääne-Virumaa |         |        |       |
| 36 | Kadrina        | 329,36       | 4838       | Rural  | Lääne-Virumaa |         |        |       |
| 37 | Rakvere        | 10,64        | 15141      | Urbain | Lääne-Virumaa |         |        |       |
| 38 | Rakvere vald   | 295          | 5745       | Rural  | Lääne-Virumaa |         |        |       |
| 39 | Tapa           | 480          | 10902      | Rural  | Lääne-Virumaa |         |        |       |
| 40 | Vinni          | 486,65       | 6683       | Rural  | Lääne-Virumaa |         |        |       |
| 41 | Viru-Nigula    | 312          | 5647       | Rural  | Lääne-Virumaa |         |        |       |
| 42 | Väike-Maarja   | 457,39       | 5664       | Rural  | Lääne-Virumaa |         |        |       |
| 43 | Kanepi         | 524,68       | 4480       | Rural  | Põlvamaa      |         |        |       |
| 44 | Põlva          | 706          | 13394      | Rural  | Põlvamaa      |         |        |       |
| 45 | Räpina         | 265,93       | 6115       | Rural  | Põlvamaa      |         |        |       |
| 46 | Häädemeeste    | 494          | 4616       | Rural  | Pärnumaa      |         |        |       |
| 47 | Kihnu          | 16,88        | 551        | Rural  | Pärnumaa      |         |        |       |
| 48 | Lääneranna     | 1,352        | 5074       | Rural  | Pärnumaa      |         |        |       |
| 49 | Põhja-Pärnumaa | 1,013        | 8046       | Rural  | Pärnumaa      |         |        |       |
| 50 | Pärnu          | 858          | 51209      | Urbain | Pärnumaa      |         |        |       |
| 51 | Saarde         | 706,9        | 4349       | Rural  | Pärnumaa      |         |        |       |
| 52 | Tori           | 611          | 11860      | Rural  | Pärnumaa      |         |        |       |
| 53 | Kehtna         | 512          | 5407       | Rural  | Raplamaa      |         |        |       |
| 54 | Kohila         | 230,2        | 7525       | Rural  | Raplamaa      |         |        |       |
| 55 | Märjamaa       | 1,164        | 7368       | Rural  | Raplamaa      |         |        |       |
| 56 | Rapla          | 859          | 13229      | Rural  | Raplamaa      |         |        |       |
| 57 | Muhu           | 208          | 1646       | Rural  | Saaremaa      |         |        |       |
| 58 | Ruhnu          | 11,9         | 89         | Rural  | Saaremaa      |         |        |       |
| 59 | Saaremaa       | 2,705        | 29557      | Rural  | Saaremaa      |         |        |       |
| 60 | Elva           | 732          | 14706      | Rural  | Tartumaa      |         |        |       |
| 61 | Kambja         | 275          | 12858      | Rural  | Tartumaa      |         |        |       |
| 62 | Kastre         | 493          | 5401       | Rural  | Tartumaa      |         |        |       |
| 63 | Luunja         | 134          | 5378       | Rural  | Tartumaa      |         |        |       |
| 64 | Nõo            | 170          | 4266       | Rural  | Tartumaa      |         |        |       |
| 65 | Peipsiääre     | 652          | 5108       | Rural  | Tartumaa      |         |        |       |
| 66 | Tartu          | 154          | 98312      | Urbain | Tartumaa      |         |        |       |
| 67 | Tartu vald     | 742          | 11729      | Rural  | Tartumaa      |         |        |       |
| 68 | Otepää         | 520          | 6238       | Rural  | Valgamaa      |         |        |       |
| 69 | Tõrva          | 647          | 5872       | Rural  | Valgamaa      |         |        |       |
| 70 | Valga          | 750          | 15540      | Rural  | Valgamaa      |         |        |       |
| 71 | Mulgi          | 881          | 7026       | Rural  | Viljandimaa   |         |        |       |
| 72 | Põhja-Sakala   | 1,153        | 7734       | Rural  | Viljandimaa   |         |        |       |
| 73 | Viljandi       | 14,62        | 17244      | Urbain | Viljandimaa   |         |        |       |
| 74 | Viljandi vald  | 651          | 13407      | Rural  | Viljandimaa   |         |        |       |
| 75 | Antsla         | 411          | 4222       | Rural  | Võrumaa       |         |        |       |
| 76 | Rõuge          | 933          | 4877       | Rural  | Võrumaa       |         |        |       |
| 77 | Setomaa        | 463,18       | 2849       | Rural  | Võrumaa       |         |        |       |
| 78 | Võru           | 13,24        | 11867      | Urbain | Võrumaa       |         |        |       |
| 79 | Võru vald      | 952          | 10367      | Rural  | Võrumaa       |         |        |       |

## Localités
En Estonie, les communes étant parfois de grandes tailles, elles sont elles-mêmes divisées en localités (en estonien, « asula », ou « asustusüksus » c'est-à-dire de « lieux peuplés ») afin de faciliter l'action des pouvoirs publics.
Officiellement, les localités peuvent être de statut différents :
- les villes (en estonien : au singulier : linn, au pluriel : linnad ) ;
- les bourgs (en estonien : au singulier : alev, au pluriel : alevid ) ;
- les petits bourgs (en estonien : au singulier : alevik, au pluriel : alevikud ) ;
- les villages (en estonien : au singulier : küla, au pluriel :  külad ),

On peut également y inclure les quartiers dans les communes urbaines (ou les arrondissements dans le cas de Tallinn).

### Villes
Les localités ayant le statut de ville sont au nombres de 47. Dans la plupart des cas, les villes font elles-mêmes partie de communes plus larges englobant la périphérie et/ou d'autres localités extérieures (villages, bourgs...).
- Les communes dites urbaines (Linn) sont mentionnées par un (U). Les villes situées dans des communes urbaines sont appelées linnasisene linn (en Estonien : la « ville dans la ville »).
- Les communes dites rurales (vald) sont mentionnées par un (R). Les villes situées dans des communes rurales sont appelées vallasisene linn (en Estonien : la « ville dans la commune »).

| Liste des localités estoniennes ayant le statut de ville | Liste des localités estoniennes ayant le statut de ville | Liste des localités estoniennes ayant le statut de ville | Liste des localités estoniennes ayant le statut de ville | Liste des localités estoniennes ayant le statut de ville |
| No.                                                      | Nom                                                      | Population (2023)                                        | Commune (type)                                           | Population totale commune (2023)                         |
| -------------------------------------------------------- | -------------------------------------------------------- | -------------------------------------------------------- | -------------------------------------------------------- | -------------------------------------------------------- |
| 1                                                        | Tallinn                                                  | 453 864                                                  | Tallinn (U)                                              | 453 864                                                  |
| 2                                                        | Tartu                                                    | 97 524                                                   | Tartu (U)                                                | 100 724                                                  |
| 3                                                        | Narva                                                    | 53 875                                                   | Narva (U)                                                | 53 875                                                   |
| 4                                                        | Pärnu                                                    | 41 226                                                   | Pärnu (U)                                                | 52 362                                                   |
| 5                                                        | Kohtla-Järve                                             | 33 675                                                   | Kohtla-Järve (U)                                         | 33 675                                                   |
| 6                                                        | Viljandi                                                 | 17 353                                                   | Viljandi (U)                                             | 17 353                                                   |
| 7                                                        | Maardu                                                   | 16 750                                                   | Maardu (U)                                               | 16 750                                                   |
| 8                                                        | Rakvere                                                  | 15 614                                                   | Rakvere (U)                                              | 15 614                                                   |
| 9                                                        | Kuressaare                                               | 13 197                                                   | Saaremaa (R)                                             | 30 191                                                   |
| 10                                                       | Sillamäe                                                 | 12 452                                                   | Sillamäe (U)                                             | 12 452                                                   |
| 11                                                       | Valga                                                    | 12 319                                                   | Valga (R)                                                | 15 864                                                   |
| 12                                                       | Võru                                                     | 12 055                                                   | Võru (U)                                                 | 12 055                                                   |
| 13                                                       | Jõhvi                                                    | 10 852                                                   | Jõhvi (R)                                                | 12 351                                                   |
| 14                                                       | Keila                                                    | 10 905                                                   | Keila (U)                                                | 10 905                                                   |
| 15                                                       | Haapsalu                                                 | 9 812                                                    | Haapsalu (U)                                             | 13 435                                                   |
| 16                                                       | Paide                                                    | 8 081                                                    | Paide (U)                                                | 10 664                                                   |
| 17                                                       | Saue                                                     | 6 045                                                    | Saue (R)                                                 | 25 370                                                   |
| 18                                                       | Elva                                                     | 5 720                                                    | Elva (R)                                                 | 14 863                                                   |
| 19                                                       | Tapa                                                     | 5 488                                                    | Tapa (R)                                                 | 11 082                                                   |
| 20                                                       | Põlva                                                    | 5 535                                                    | Põlva (R)                                                | 13 534                                                   |
| 21                                                       | Türi                                                     | 5 218                                                    | Türi (R)                                                 | 10 683                                                   |
| 22                                                       | Rapla                                                    | 5 353                                                    | Rapla (R)                                                | 13 453                                                   |
| 23                                                       | Jõgeva                                                   | 5 224                                                    | Jõgeva (R)                                               | 13 122                                                   |
| 24                                                       | Kiviõli                                                  | 4 844                                                    | Lüganuse (R)                                             | 8 250                                                    |
| 25                                                       | Põltsamaa                                                | 4 198                                                    | Põltsamaa (R)                                            | 9 665                                                    |
| 26                                                       | Sindi                                                    | 3 837                                                    | Tori (R)                                                 | 12 277                                                   |
| 27                                                       | Paldiski                                                 | 3 983                                                    | Lääne-Harju (R)                                          | 13 462                                                   |
| 28                                                       | Kärdla                                                   | 3 019                                                    | Hiiumaa (R)                                              | 8 474                                                    |
| 29                                                       | Kunda                                                    | 3 057                                                    | Viru-Nigula (R)                                          | 5 813                                                    |
| 30                                                       | Tõrva                                                    | 2 627                                                    | Tõrva (R)                                                | 5 862                                                    |
| 31                                                       | Narva-Jõesuu                                             | 2 618                                                    | Narva-Jõesuu (U)                                         | 4 269                                                    |
| 32                                                       | Kehra                                                    | 2 846                                                    | Anija (R)                                                | 6 456                                                    |
| 33                                                       | Loksa                                                    | 2 603                                                    | Loksa (U)                                                | 2 603                                                    |
| 34                                                       | Otepää                                                   | 2 147                                                    | Otepää (R)                                               | 6 388                                                    |
| 35                                                       | Räpina                                                   | 2 175                                                    | Räpina (R)                                               | 6 049                                                    |
| 36                                                       | Tamsalu                                                  | 2 404                                                    | Tapa (R)                                                 | 11 082                                                   |
| 37                                                       | Kilingi-Nõmme                                            | 1 611                                                    | Saarde (R)                                               | 4 393                                                    |
| 38                                                       | Karksi-Nuia                                              | 1 462                                                    | Mulgi (R)                                                | 7 086                                                    |
| 39                                                       | Võhma                                                    | 1 274                                                    | Põhja-Sakala (R)                                         | 7 748                                                    |
| 40                                                       | Antsla                                                   | 1 247                                                    | Antsla (R)                                               | 4 200                                                    |
| 41                                                       | Lihula                                                   | 1 221                                                    | Lääneranna (R)                                           | 5 092                                                    |
| 42                                                       | Mustvee                                                  | 1 163                                                    | Mustvee (R)                                              | 4 952                                                    |
| 43                                                       | Suure-Jaani                                              | 1 185                                                    | Põhja-Sakala (R)                                         | 7 748                                                    |
| 44                                                       | Abja-Paluoja                                             | 1 039                                                    | Mulgi (R)                                                | 7 086                                                    |
| 45                                                       | Püssi                                                    | 886                                                      | Lüganuse (R)                                             | 8 250                                                    |
| 46                                                       | Mõisaküla                                                | 754                                                      | Mulgi (R)                                                | 7 086                                                    |
| 47                                                       | Kallaste                                                 | 655                                                      | Peipsiääre (R)                                           | 5 059                                                    |

## Sources
- (et) Cet article est partiellement ou en totalité issu de l’article de Wikipédia en estonien intitulé « Eesti Vabariigi põhiseadus (1992) » (voir la liste des auteurs).
- (en) « Local Government Reform », Estonian Institute (consulté le 28 janvier 2012)
- (en) « Administrative Division of Estonia », Institute of the Estonian Language (consulté le 28 janvier 2012)

## Compléments